# Rampage de Milwaukee
Le Rampage de Milwaukee (en anglais : Milwaukee Rampage) est un ancien club américain de soccer, basé à Milwaukee dans le Wisconsin, fondé en 1993 et disparu en 2002. Évoluant tout d'abord en troisième division, le Rampage intègre la seconde division, la A-League en 1997. Le Rampage s'est illustré par deux titres en A-League en 1997 puis en 2002.

## Histoire
Fondé en 1993, le Rampage fait ses débuts lors d'une rencontre contre le KS Siarka Tarnobrzeg le 24 juin 1993. L'entraîneur aligne alors une équipe qui inclut Kris Kelderman, Joey Kirk et Steve Provan. Les joueurs du Rampage participent à six autres parties amicales au cours de l'été 1993. En 1994, la franchise est engagée dans la United States Interregional Soccer League où les joueurs terminent seconds de leur division avant d'échouer contre le Minnesota Thunder dans la finale de la division Midwest. Cette rencontre instaure une rivalité entre les deux équipes qui s'étendra jusqu'à la dissolution du Rampage en 2002. 
En 1995, la USISL se divise en deux ligues, une professionnelle et une semi-professionnelle. Milwaukee participe alors à la USISL Select League mais son parcours se termine une nouvelle fois contre le Thunder au cours du premier tour des séries éliminatoires. En 1996, la Select League et la A-League reçoivent toutes les deux le statut de seconde division par la FIFA. Cette situation amène, en 1997, à la fusion entre les deux ligues afin de former un nouveau championnat de A-League sous la responsabilité de la USISL. Le Milwaukee Rampage se joint à cette nouvelle ligue. Pour la première fois, le Thunder ne parvient pas à éliminer le Rampage qui atteint la finale du championnat, s'imposant aux tirs au but contre le Carolina Dynamo. En 2002, l'équipe récidive et remporte un nouveau titre de A-League en 2002. Malgré tout, des problèmes financiers forcent la dissolution du Rampage. Après la disparition de la franchise, une nouvelle formation de Milwaukee, le Milwaukee Wave United est créée et intègre la A-League.

### Palmarès
| Compétitions nationales |
| - En A-League : - Champion de la A-League en 1997 et 2002 - Champion de la Central Division en 2002 - En USISL Select League : - Champion de la Central Division en 1996 - En USISL Pro League : - Champion de la Midwest West Division en 1995 |

## Saisons
| Année | Ligue                                         | Niv.                                          | Saison régulière                              | Séries                                        | Affluence                                     | US Open Cup                                   |
| ----- | --------------------------------------------- | --------------------------------------------- | --------------------------------------------- | --------------------------------------------- | --------------------------------------------- | --------------------------------------------- |
| 1993  | Seules des rencontres amicales sont disputées | Seules des rencontres amicales sont disputées | Seules des rencontres amicales sont disputées | Seules des rencontres amicales sont disputées | Seules des rencontres amicales sont disputées | Seules des rencontres amicales sont disputées |
| 1994  | USISL                                         | 3                                             | 2e, Midwest                                   | Finale de division                            | n.c.                                          | Non inscrit                                   |
| 1995  | USISL Pro League                              | 3                                             | 1er, Midwest West                             | Sizzling Nine                                 | n.c.                                          | Non qualifié                                  |
| 1996  | USISL Select League                           | 3                                             | 1er, Central                                  | Deuxième tour                                 | 3 053                                         | Non qualifié                                  |
| 1997  | A-League                                      | 2                                             | 4e, Central                                   | Champion                                      | 3 165                                         | Non qualifié                                  |
| 1998  | A-League                                      | 2                                             | 3e, Central                                   | Quart de finale de conférence                 | 3 176                                         | Deuxième tour                                 |
| 1999  | A-League                                      | 2                                             | 5e, Central                                   | Non qualifié                                  | 3 219                                         | Non qualifié                                  |
| 2000  | A-League                                      | 2                                             | 2e, Central                                   | Finale de conférence                          | 3 654                                         | Non qualifié                                  |
| 2001  | A-League                                      | 2                                             | 3e, Western                                   | Demi-finale                                   | 2 682                                         | Troisième tour                                |
| 2002  | A-League                                      | 2                                             | 1er, Central                                  | Champion                                      | 2 058                                         | Quart de finale                               |

## Personnel

### Joueurs notables
| - Jeremy Aldrich - Eddy Berdusco - Steve Bernal | - Jeff Bilyk - Jim Curtin - Dennis Fadeski | - Philippe Godoy - Nick Igel - Ricardo Iribarren | - Carmine Isacco - Joey Kirk - Brian McBride | - Josh Provan - Bobby Rhine - Tony Sanneh | - Dan Stebbins - Jon Szczepanski - Vitalis Takawira | - Jason Willan - John Wolyniec |

### Entraîneurs
Le premier entraîneur-chef de la franchise est Boro Sucevic. Celui-ci reste en place pour les deux premières saisons avant de laisser sa place à Carlos Cordoba en 1995. En 1996, Bob Gansler, sélectionneur de l'équipe américaine quelques années plus tôt, est nommé entraîneur et conserve son poste jusqu'à l'issue de la saison 1998. Carlos Cordoba fait son retour pour une seule saison à la tête de l'équipe en 1999. Pour la saison 2000, Boro Sucevic fait aussi son retour et demeure en place jusqu'à la dissolution de la franchise à la fin de l'année 2002.

## Stade
Le Rampage a toujours évolué dans la même enceinte, celle du Uihlein Soccer Park de Milwaukee dans le Wisconsin.